# Tonatia bidens
Tonatia bidens là một loài động vật có vú trong họ Dơi mũi lá, bộ Dơi. Loài này được Spix mô tả năm 1823.